# Lilian Harvey

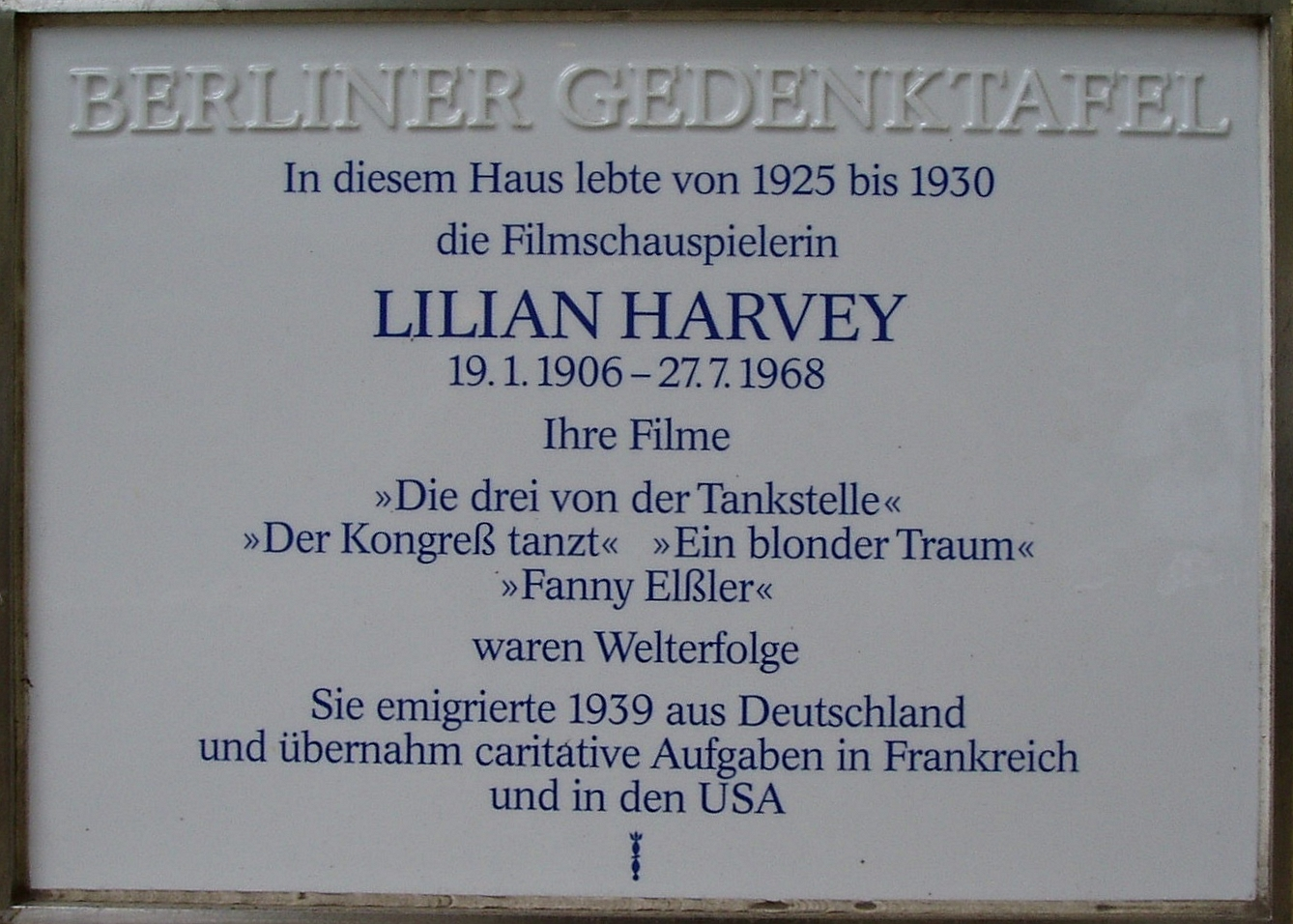
Berliner Gedenktafel, Düsseldorfer Straße 47, Berlin-Wilmersdorf.

Lilian Harvey, eg. Helen Lilian Muriel Pape, född 19 januari 1906 i Hornsey i London, död 27 juli 1968 i Juan-les-Pins i Frankrike, var en brittiskfödd tysk skådespelerska.
När hon var åtta år flyttade hon med sin brittiska mor och tyske far till Tyskland. När första världskriget utbröt skickades hon till Schweiz för att vara i trygghet. Där studerade hon balett och som 17-åring gjorde hon debut i en musikal i Wien.
Hon gjorde filmdebut 1925 och blev snart en av de populäraste stjärnorna i filmoperetter. 1933 prövade hon lyckan i Hollywood men utan större framgång. Under 1930-talet spelade hon in flera filmer med Willy Fritsch som motspelare och de var under denna era ett av Tysklands populäraste filmpar. För regin till filmerna svarade oftast den ungerskfödde Paul Martin.
Efter att ha hjälpt en judisk koreograf att fly från Tyskland till Schweiz föll hon i onåd hos regimen och övervakades av Gestapo. Hon spelade in sina sista filmer 1940 i Frankrike och återvände till Los Angeles under andra världskriget, men då var hon inte längre en firad filmstjärna, och tog istället arbete som sjuksköterska.
Hon drog sig sedan tillbaka till Franska rivieran, och framträdde sporadiskt på tysk scen under 1960-talet.

## Filmografi, ett urval
- 1925 - Liebe und Trumpetenblasen
- 1930 - Kärlek och bensin
- 1930 - Kärleksvalsen
- 1931 - Wien dansar och ler
- 1932 -
  - En gyllene dröm
  - Kär och galen
- 1935 - I dansens virvlar
- 1936 - Födelsemärket
- 1937 - De sju örfilarna
- 1939 - Frau am Steuer